# Château de Brugheas
Le château de Brugheas est un château situé à Brugheas, en France.

## Localisation
Le château est situé sur la commune de Brugheas, dans le département français de l'Allier.

## Historique
L'édifice est inscrit au titre des monuments historiques en 1978.